# Бевербер
Беве́рбер (нем. SS-Bewerber) — воинское звание в СС, использовавшееся с 15 октября 1934 по 8 мая 1945.
Звание CC-бевербер переводится с немецкого как «претендент». В общих СС это звание было низшим в служебной иерархии эсэсовцев и использовалось для лиц, лишь пытавшихся вступить в ряды СС и готовившихся к испытаниям для вступления.
Кандидат, успешно прошедший расовую комиссию, подвергался многочисленным экзаменам и проверкам.
9 ноября, в годовщину мюнхенского «Пивного путча», кандидат становился соискателем и получал право ношения эсэсовской формы, но без погон и петлиц.
30 января, в день взятия власти, он получал временное удостоверение личности эсэсовца.
20 апреля, в день рождения Гитлера, кандидат, получив постоянное удостоверение личности, надев погоны и петлицы, приносил присягу фюреру.
В период с 20 апреля до 1 октября он должен был получить спортивный значок и изучить эсэсовский катехизис.
Некоторое время новичок должен был отработать в службе труда и отслужить в вермахте. И только после этого его назначали в подразделение СС при наличии положительной характеристики из вермахта.
9 ноября кандидат принимал новую присягу. На этот раз новичок клялся не только за себя, но и за свою семью, завести которую сможет только с разрешения главного управления по расовым вопросам или самого Гитлера «при соблюдении расовых и наследственных требований».
Затем молодой член ордена получал кортик.